# Je fais le mort
Ne doit pas être confondu avec Faire le mort.
Pour plus de détails, voir Fiche technique et Distribution.
Je fais le mort est un film franco-belge réalisé par Jean-Paul Salomé, sorti en décembre 2013.

## Synopsis
Jean Renault est un comédien qui a autrefois remporté un César du meilleur espoir masculin. Mais son caractère a graduellement anéanti sa carrière, jusqu'au moment où Pôle Emploi lui propose un dépannage : faire le mort pour une reconstitution de crime, dans la très calme station alpine de sports d'hiver de Megève, où habituellement seuls les accidents de ski sur les pistes ou de chasse neige sur les routes animent un peu le quotidien. Jean s'y heurte à la juge Desfontaines, par son besoin de jouer les personnages des victimes et surtout de remettre en cause l'enquête en pointant des incohérences.

## Fiche technique
- Titre : Je fais le mort
- Réalisation : Jean-Paul Salomé
- Scénaristes : Jean-Paul Salomé, Jérôme Tonnerre, Cécile Telerman
- Producteurs : Jean-Pierre Dardenne, Luc Dardenne et Michel Saint-Jean
- Budget : 6,30 M€[1]
- Durée : 104 minutes
- Format : couleur
- Musique : Bruno Coulais
- Photographie : Pascal Ridao
- Montage : Sylvie Lager
- Casting : Agathe Hassenforder
- Décors : Françoise Dupertuis
- Costumes : Charlotte David
- Maquillage : Nurith Barkan
- Cascades : Pascal Guégan
- Postproduction : Ecoute Une Fois !
- Sociétés de production : Diaphana Films, Les Films du Fleuve, France 3 Cinéma, Rhône-Alpes Cinéma, Restons Groupés Production, RTBF
- Soutiens à la production : Canal+, Ciné+, France Télévisions, Palatine Etoile 10, La Banque Postale Image 6, B MediaExport, Soficinéma 9, région Rhône-Alpes, CNC, dispositif Tax Shelter, Centre du Cinéma et de l'Audiovisuel de la Fédération Wallonie-Bruxelles, Casa Kafka Pictures.

Le film a été tourné à Megève et Paris

## Distribution
- François Damiens : Jean Renault
- Géraldine Nakache : Noémie Desfontaines
- Lucien Jean-Baptiste : lieutenant Lamy
- Anne Le Ny : madame Jacky, l'hôtelière
- Jean-Marie Winling : Michel Beauchatel
- Nanou Garcia : Zelda
- Judith Henry : Caroline
- Kévin Azaïs : Ludo
- Lucien Rumiel : Damien
- Corentin Lobet : Romain Servaz
- Mathieu Barbet : jeune flic sitcom
- Éric Naggar : Max Keffelian, l'agent
- Cécile Telerman : Jeanne, la réalisatrice sitcom
- Antoine Salomé : l'assistant sitcom
- Tiffany Zahorski : Vanessa
- Jean-Paul Salomé : journaliste télévisé
- Florence Maury : Martine, la conseillère Pôle-Emploi
- Caroline Filipek : femme publicité
- Camille Saint-Jean : fils de Jean
- Emma Blunden : hôtesse d'accueil Pôle Emploi
- Isalinde Giovangigli : la pharmacienne
- Thierry Verrier : serveur bar hôtel
- Aline Chetail : Sabine Lamy
- Marie Claude Perret-Michal : cliente au bar
- Cybille MacDonald : figurante à la gare de train (non créditée)
- Pierre Desmaret : maître Doré
- Philippe Koa : maître Jouve
- Justine Poiret : doublure Vanessa
- Benjamin Robert : photographe gendarmerie

## Box-office
Les données ci-dessous proviennent de l'European Audiovisual Observatory. Exploitation mondiale : 171 311 entrées.
| Pays       | Distributeur       | Date de sortie | Box-office |
| ---------- | ------------------ | -------------- | ---------- |
| Belgique   | Lumiere Publishing | 11/12/2013     | 12 090     |
| Luxembourg | Lumiere Publishing | 11/12/2013     | 656        |
| Pologne    | M2 Films           | 19/09/2014     | 1 463      |
| France     | Diaphana Films     | 11/12/2013     | 154 135    |
| Suisse     | Agora Films        | 22/01/2014     | 1 267      |
| Hongrie    | Mozinet            | 04/12/2014     | 1 700      |
| États-Unis | First Run Features | NC             | NC         |